# Manuel Zayas
Manuel Zayas (Sancti Spíritus, 1975) es un periodista y director de cine cubano. 
Estudió Comunicación Social en la Universidad de La Habana y Dirección de Documental en la Escuela Internacional de Cine y Televisión de San Antonio de los Baños, Cuba, y en la Filmakademie Baden-Württemberg, de Ludwigsburg, Alemania. Reside en Madrid.

## Filmografía
- Café con leche (un documental sobre Guillén Landrián) (2003)
- No tires más (2003)
- Exodus (2004)
- Seres extravagantes (2004)
- Filming Manila (2009, en postproducción)